# Parson Barnard House
Das Parson Barnard House ist ein 1715 errichtetes historisches Gebäude der First Period in North Andover, Massachusetts. Es wurde im September 1974 in das National Register of Historic Places aufgenommen und ist seit 1979 Contributing Property des North Andover Center Historic District. Es gilt als ein Wahrzeichen des Ortes und ist für die Öffentlichkeit zugänglich.

## Geschichte
Thomas Barnard, Pfarrer der North Parish Church von North Andover, kaufte das Land im Jahr 1714 und erbaute darauf das Wohngebäude. Als er 1718 starb, vererbte er das Haus an seinen Sohn John Barnard, der ab 1719 Pfarrer der North Parish Church war und bis zu seinem Tod das Haus bewohnte. Nach seinem Tod bezog es 1757 ein weiterer Pfarrer der Gemeinde, William Symmes. Unter der Regie von Symmes’ zweiter Ehefrau wurden am Gebäude erste An- und Umbaumaßnahmen vorgenommen. Der Kaufmann John Norris aus Salem erwarb das Haus im Jahr 1808 und nutzte es als Sommer- und Gästehaus. 1818 wurde das Anwesen an den Schuldirektor Simeon Putnam aus Rutland veräußert, der als Lehrer an die Franklin Academy nach North Andover kam. 1831 wurde das Gebäude an William Lovett aus Beverly verkauft, 1834 kam die Autorin und Lehrerin Sarah Loring Bailey im Haus zur Welt.
Die North Andover Historical Society kaufte das Haus 1950. Zu diesem Zeitpunkt war das Gebäude als Bradstreet House bekannt (siehe Abschnitt Legenden). Die Gesellschaft sanierte das Gebäude, erforschte seine Geschichte und richtete ein Museum ein. Im Jahr 1957 waren die Arbeiten abgeschlossen und das Anwesen wurde der Öffentlichkeit zugänglich gemacht.
Am 5. September 2015 veranstaltete die North Andover Historical Society im Parson Barnard House eine Feier anlässlich des 300-jährigen Bestehens des Gebäudes, an der auch Abgeordnete des Bundesstaats Massachusetts teilnahmen und offizielle Grußworte überbrachten.

## Legenden
Der Autor Abiel Abbot veröffentlichte 1829 sein Werk History Of Andover. Darin beschrieb er, dass das Anwesen bereits in den späten 1660er Jahren errichtet wurde. Bauherren waren laut Abbot Simon Bradstreet (1603–1697), Politiker und späterer Gouverneur der Massachusetts Bay Colony, und seine Frau Anne (1612–1672), die ihr vorheriges Haus 1666 durch einen Brand verloren hatten. Das 1880 erschienene Werk Historical Sketches of Andover von Sarah Loring Bailey wiederholte und bestätigte diese Geschichte. Das brachte dem Gebäude die Bezeichnung Bradstreet House ein, die sich bis zur Erforschung der Geschichte durch die North Andover Historical Society in den 1950er Jahren hielt.
Außerdem berichtete Sarah Loring Bailey in ihrem Buch, dass Colonel Dudley Bradstreet (1647–1706), ein Sohn Simon Bradstreets, ebenfalls das Haus bewohnte. Dudley kämpfte gegen den am Ende des 17. Jahrhunderts aufkommenden Hexenwahn in Andover und Umgebung. Dudley und seine Familie sollen zudem während eines Schneesturms von „vierzig Wilden“ aus dem Haus getrieben und gezwungen worden sein, zuzusehen, wie die Häuser ihrer Nachbarn abbrannten.
Abiel Abbots und Sarah Loring Baileys Aussagen in Bezug auf die Familie Bradstreet und das Haus wurden spätestens durch die Nachforschungen der North Andover Historical Society in den 1950er Jahren widerlegt. Nachgewiesen ist lediglich, dass Dudley Bradstreet und seine Frau wirklich in North Andover lebten und gegen den Hexenwahn ankämpften. Sie gehörten zu den Unterzeichnern einer Petition zur Beendigung der Hexenprozesse von Salem. Außerdem ist es historisch belegt, dass Bradstreet ein früherer Eigentümer des Grundstücks war, auf welchem Thomas Barnard das Gebäude errichtete.

## Sonstiges
Das Parson Barnard House ist seit 2002 eine Station der 17th Century Saturdays, einer Kultur- und Tourismusinitiative, die Interessierten auf einer Tour mit 14 Stationen im Essex County die Geschichte der europäischen Besiedlung Amerikas im 17. und 18. Jahrhundert veranschaulicht.